# تپه غرقاب
تپه غرقاب مربوط به پارتی - دوره ساسانیان است و در شهرستان گلپایگان، بخش مرکزی، روستای غرقاب واقع شده و این اثر در تاریخ ۱۹ مرداد ۱۳۸۴ با شمارهٔ ثبت ۱۲۹۶۰ به‌عنوان یکی از آثار ملی ایران به ثبت رسیده است.